# GNB5
GNB5‏ (G protein subunit beta 5) هوَ بروتين يُشَفر بواسطة جين GNB5 في الإنسان.